# 借家人運動
借家人運動（しゃくやにんうんどう）とは、借家人の権利（借家権・居住の権利など）を守る社会運動である。具体的には家賃の引き下げ、立ち退きについてや住環境の整備等を求めることが多い。消費者運動のひとつでもある。
本項目では主に日本での事例を述べる。国際的な事例については英語版ウィキペディアの借家人組合や国際借家人組合を参照のこと。また、世界各地にはスコッターという文化があり、土地や建物の占拠が各地で行われている。特に西側諸国ではアナキスト、オートノミズム、社会主義などの社会運動に結び付けて語られることも多い。

## 歴史
日本では都市部に人口が集中して、住宅問題が深刻化した1920年代に運動が本格化した。東京で布施辰治らにより借家人同盟、大阪で賀川豊彦らにより大阪借家人同盟などが結成された。地主や大家に対する家賃の引き下げを求める借家争議（しゃくやそうぎ）も繰り返された。景気の回復等を要因として1930年代には運動は一旦沈静化した。
戦後の高度経済成長期に伴う都市部への人口集積と住宅問題の再燃により、再び借家人運動は盛り上がった。民間の地主や大家に対する運動はもとより、公営住宅の拡充や整備も訴えられる。
1967年には、2022年現在でも活動を続けている全国借地借家人組合連合会（全借連）が結成されている。またそれと前後して、1962年に全国公営住宅協議会、1970年に全国公団住宅自治会協議会、1975年に全国公社住宅協議会が結成された。
2020年代には「住まいは人権」を合言葉に、前述の全借連のほか、国民の住まいを守る全国連絡会（住まい連）、日本住宅会議、住まいの貧困に取り組むネットワーク、全国居住支援法人協議会といった団体が活動している。住宅セーフティネット法の活用による借家人の権利の拡充を求めたり、住居確保給付金の拡充及び常設の家賃補助制度を求めて活動している。
2022年5月には、国会で「家賃補助制度の実現へ 〜住宅確保給付金を基礎に 院内集会」が開催され、関係団体のほか、立憲民主党、日本共産党、社会民主党の議員らが参加している。

### 借家人の権利について
- 借地借家法
- 公営住宅
- 賃貸住宅
- ホームレス
- 借地借家法
- 小作人運動
- 家賃
- 家賃保証会社
- 敷金
- マンションの管理組合と自治会
- 東京における住宅の賃貸借に係る紛争の防止に関する条例

### 借家人の権利を侵害するものについて
- 追い出し屋
- 貧困ビジネス
- ゼロゼロ物件
- 家賃滞納
- 地上げ屋